# Деян Вінчич
Деян Вінчич (словен. Dejan Vinčič; нар. 15 вересня 1986, Словень Градець) — словенський волейболіст, що грає на позиції пасувальника (зв'язуючого, розігруючого), гравець збірної Словенії та румунського клубу «Рапід» (Бухарест).

## Життєпис
Народжений 15 вересня 1986 року в м. Словень Градець.
Грав у словенських клубах «Шоштань» (OK Šoštanj Topolšica, Тополшиця, 2004—2006), «Салоніт» (OK Salonit, Ангово—Канал, 2006—2008), ACH Volley (Блед, 2008—2011, Любляна, 2011—2012), польських «Скра» (Белхатів, 2012) і «Чарні» (Cerrad Enea Czarni, Радом, 2017—2020), турецьких «Маліє» (2013—2014) та «Галкбанку» (Анкара, 2017), французьких «Нарбонн» (2014—2015) і «Бове» (2015—2016), російського «Єнісею» (Красноярськ, 2016, угоду з клубом розірвав наприкінці грудня 2016). Із сезону 2020—2021 — гравець німецького клубу «Фрідріхсгафен».
У 2013 році брав участь у відбіркових матчах до Євро 2013 проти збірної України: 3:0 — у Харкові, 1:3 — у Мариборі. Невдала передача Вінчича в півфінальному матчі першости світу 2022 зі збірною Італії у третій партії за рахунку 20:23 (0:2 — за партіями) дозволила суперникам здобути 24-те очко та отримати право на матчбол.

### Досягнення
Зі збірною
- віцечемпіон Європи 2015, 2019, 2021

У клубах
- чемпіон Словенії: 2009, 2010, 2011, 2012,
- володар Кубка Словенії: 2009, 2010, 2011, 2012,
- володар Суперкубка Польщі 2012,
- призер різних змагань.